# Microdon goettei
Microdon goettei är en tvåvingeart som beskrevs av Shannon 1927. Microdon goettei ingår i släktet myrblomflugor, och familjen blomflugor. Inga underarter finns listade i Catalogue of Life.